# فابیان شار (دوچرخه‌سوار)
فابیان شار (انگلیسی: Fabian Schaar؛ زادهٔ ۱۳ مارس ۱۹۸۹) دوچرخه‌سوار اهل آلمان است.